# 愛川町田代球場
愛川町田代球場（あいかわまちたしろきゅうじょう）は、神奈川県愛甲郡愛川町の田代運動公園にある野球場。施設は愛川町が所有し、運営管理を行っている。

## 施設概要
- 両翼：92m、中堅：120m
- 内野：土、外野：天然芝
- 収容人員：5,800人
- スコアボード：電磁反転式

## 交通
- JR相模線上溝駅より神奈川中央交通バス『半原』行き『田代坂下』下車
- 小田急小田原線本厚木駅（厚木バスセンター）より神奈川中央交通バス『半原』行き『田代』下車